# Iva Ondra
Iva Ondra, rozená Vejmolová (* 16. července 1995 Kolín), je česká reprezentantka ve sportovním lezení, mistryně ČR a juniorská mistryně ČR, vítězka českého poháru i českého poháru mládeže v lezení na obtížnost. Jako první česká lezkyně přelezla tři cesty obtížnosti 8c.

## Osobní život
Pochází z Kolína, v roce 2015 maturovala na Biskupském gymnáziu v Brně.
V roce 2021 si vzala svého dlouholetého přítele Adama Ondru, který je jeden z nejlepších světových lezců.
Lezení se věnuje také její mladší sestra Aneta, která na svém prvním Mistrovství České republiky mládeže v roce 2014 v kategorii D (U12) skončila třináctá.

## Výkony a ocenění
- ve 13 letech přelezla svou první cestu obtížnosti 8a stylem PP
- 2017: třetí česká lezkyně, která přelezla cestu obtížnosti 8c[4], zároveň první česká lezkyně, která přelezla tři cesty v této obtížnosti[5]

### Přelezy skalních cest
- 2008: La Cucina, 8a (9+/10-) PP, Massone
- 2012: Ippolito, 10- (8a+) PP, Sloup, Moravský kras
- 2015: Sault Qui Peut, 8a flash, St. Leger Du Ventoux
- 2015: Les Pitchounes, 8a (9+/10-) flash, Entraygues
- 2015:	Casablanca, 10- PP, Frankenjura, Německo
- 2015: Encore, 8a+ PP, Ceuse
- 2015:	La Prince Du Latique, 8a+ (10-) PP, St. Leger Du Ventoux
- 2015: Mirage, 7c+ (9+) OS, Ceuse, Francie
- 2015: Odysseus, 8b PP, Nassereith
- 2015: Racing In The Street, 8b PP, Rue Des Masques
- 2015: Le Mur Des Six Clopes, 8b (10) PP, St. Leger Du Ventoux, Francie
- 10.2.2017: Gorilas en la Niebla, 8b+, Oliana, Španělsko
- 6.2.2017: La Marroncita, 8b, Oliana, Španělsko
- 8.8.2017: Nordic Flower, 8c, PP, Flatanger, Norsko
- 16.9.2017: Nordic Plumber, 8c, PP, Flatanger, Norsko
- 16.11.2017: Glutaman, 8c (11-), PP, Holštejn, Moravský kras, první ženský přelez

### Závodní výsledky
| Mistrovství světa | Mistrovství světa | Mistrovství světa |
| Rok               | 2014              | 2018              |
| ----------------- | ----------------- | ----------------- |
| Obtížnost         | 23*               | 48                |

* nejlepší pořadí mezi českými závodnicemi (semifinále)
| Světový pohár | Světový pohár    | Světový pohár        | Světový pohár         | Světový pohár | Světový pohár | Světový pohár |
| Rok           | 2013             | 2014                 | 2015                  | 2016          | 2017          | 2018          |
| ------------- | ---------------- | -------------------- | --------------------- | ------------- | ------------- | ------------- |
| Obtížnost     | 0                | 0                    | 34-35                 | 0             | 68            | 44            |
| jednotlivě*   | 35,-,-,-,-,-,-,- | 31-32,-,-,-,33,-,-,- | 20,-,-,26,30,36-37,29 | ,42,          | ,27,          | ,22,          |

* poznámka: nalevo jsou poslední závody v roce
| Mistrovství Evropy | Mistrovství Evropy | Mistrovství Evropy |
| Rok                | 2015               | 2017               |
| ------------------ | ------------------ | ------------------ |
| Obtížnost          | 22*                | 24*                |

* nejlepší pořadí mezi českými závodnicemi (semifinále)
| Mistrovství České republiky | Mistrovství České republiky | Mistrovství České republiky | Mistrovství České republiky | Mistrovství České republiky | Mistrovství České republiky | Mistrovství České republiky | Mistrovství České republiky |
| Rok                         | 2012                        | 2013                        | 2014                        | 2015                        | 2016                        | 2017                        | 2018                        |
| --------------------------- | --------------------------- | --------------------------- | --------------------------- | --------------------------- | --------------------------- | --------------------------- | --------------------------- |
| Obtížnost                   | 2                           | 2                           | 2                           | 1                           | 2                           | 1                           | 1                           |
| Bouldering                  | —                           | —                           | —                           | 8                           | —                           | —                           |                             |

| Český pohár         | Český pohár | Český pohár | Český pohár | Český pohár | Český pohár | Český pohár |
| Rok                 | 2012        | 2013        | 2014        | 2015        | 2016        | 2017        |
| ------------------- | ----------- | ----------- | ----------- | ----------- | ----------- | ----------- |
| Obtížnost           | 8           | 3           | 3           | 1           | 1           | 2           |
| jednotlivě* (7/8/3) | ,-,-,-      | ,,-,5       | ,           | ,           | ,,4         | ,           |
|                     |             |             |             |             |             |             |
| Bouldering          | —           | —           | —           | 26          | —           |             |
| jednotlivě*         | —           | —           | —           | 8,-,-,-,-,- | —           |             |

* poznámka: nalevo jsou poslední závody v roce
| Mistrovství světa juniorů | Mistrovství světa juniorů |
| Rok                       | 2010 kat. B               |
| ------------------------- | ------------------------- |
| Obtížnost                 | 17                        |

| Evropský pohár juniorů | Evropský pohár juniorů | Evropský pohár juniorů | Evropský pohár juniorů |
| Rok                    | 2009 kat. B            | 2010 kat. B            | 2013 juniorky          |
| ---------------------- | ---------------------- | ---------------------- | ---------------------- |
| Obtížnost              | 9                      | 10                     | 13                     |
| jednotlivě*            | 11,10                  | 13-14,5,11,7           | 8                      |

* poznámka: nalevo jsou poslední závody v roce
| Mistrovství ČR mládeže | Mistrovství ČR mládeže | Mistrovství ČR mládeže | Mistrovství ČR mládeže | Mistrovství ČR mládeže | Mistrovství ČR mládeže | Mistrovství ČR mládeže |
| Rok                    | 2009 kat. B            | 2010 kat. B            | 2011 kat. A            | 2012 kat. A            | 2013 juniorky          | 2014 juniorky          |
| ---------------------- | ---------------------- | ---------------------- | ---------------------- | ---------------------- | ---------------------- | ---------------------- |
| Obtížnost              | 1                      | 2                      | 1                      | —                      | 2                      | 1                      |

| Český pohár mládeže | Český pohár mládeže | Český pohár mládeže | Český pohár mládeže | Český pohár mládeže | Český pohár mládeže | Český pohár mládeže |
| Rok                 | 2009 kat. B         | 2010 kat. B         | 2011 kat. A         | 2012 kat. A         | 2013 juniorky       | 2014 juniorky       |
| ------------------- | ------------------- | ------------------- | ------------------- | ------------------- | ------------------- | ------------------- |
| Obtížnost           |                     | 2                   | 6                   | —                   | 1                   | 2                   |
| jednotlivě*         |                     | -,-3,,              | -,,-,-,-            | —                   | -,,                 | -,,-,-,,            |

* poznámka: nalevo jsou poslední závody v roce